# Dave Porter
David „Dave“ Porter ist ein US-amerikanischer Filmkomponist.

## Leben
Dave Porter wuchs an der Ostküste der Vereinigten Staaten auf. Bereits mit fünf Jahren bekam er Klavierunterricht und kam viel mit klassischer Musik in Kontakt. Später studierte er klassische und elektronische Komposition am Sarah Lawrence College in Yonkers nördlich von New York. Nach dem Abschluss ging er in die Metropole und arbeitete als technischer Assistent im Studio des Komponisten Philip Glass sowie bei anderen kommerziellen Musikproduzenten. Schließlich gründete er mit einigen anderen ein eigenes Produktionsstudio am Times Square und erstellte Musik für Werbung und Dokumentarfilme. Als er nach den Terroranschlägen 2001 kaum noch Aufträge bekam, entschloss er sich, nach Hollywood zu gehen.
Er brauchte einige Jahre, bis er in Los Angeles Fuß fassen konnte. Mit seiner Beteiligung am Soundtrack zu dem Film Motel und der Dokumentation Bigger Stronger Faster stieg Mitte der 2000er seine Bekanntheit, und durch die erfolgreiche Serie Breaking Bad, die von 2008 bis 2013 lief, gelang ihm der Durchbruch. Gegen Ende der Serie erschienen auch zwei Soundtrackalben, und 2013 erhielt er von der Musikautorenvereinigung ASCAP die Auszeichnung als bester Fernsehkomponist des Jahres.
Danach schrieb er auch die Musik für die Serie Better Call Saul, einen Ableger von Breaking Bad. Ab 2013 war er für den Soundtrack einer weiteren erfolgreichen Serie, The Blacklist, zuständig und 2017 für die Ablegerserie The Blacklist: Redemption. Er komponiert vorwiegend für Serien, aber auch für Filme wie die Filmkomödien Term Life – Mörderischer Wettlauf und dem Oscar-nominierten The Disaster Artist.
Porter hat einen Sohn und eine Tochter.

## Filmografie (Auswahl)
- 2000: LeTourneau Live
- 2004: Missing Mia (Kurzfilm)
- 2005: The Third Wish
- 2006: Saved (Fernsehserie, 13 Episoden)
- 2008: Bigger Stronger Faster (Dokumentation)
- 2008–2013: Breaking Bad (Fernsehserie, 62 Episoden)
- 2008–2018: Chasing Classic Cars (Fernsehserie, 118 Episoden)
- 2009: The Same Deep Water as You (Kurzfilm)
- 2012: Smiley – Das Grauen trägt ein Lächeln (Smiley)
- 2013: My Classic Car (Fernsehserie, Episode 17x03)
- 2013: Red Widow (Fernsehserie, 8 Episoden)
- 2013–2017: The Blacklist (Fernsehserie, 87 Episoden)
- 2014: Metástasis (Fernsehserie, 8 Episoden)
- 2015: Flesh and Bone (Fernsehserie, 8 Episoden)
- 2015: Documentary Now! (Fernsehserie, 1x04)
- 2015–2022: Better Call Saul (Fernsehserie, 61 Episoden)
- 2016: Term Life – Mörderischer Wettlauf (Term Life)
- 2016: 30 for 30 (Fernsehserie, Episode 3x06)
- seit 2016: Preacher (Fernsehserie)
- 2017: The Disaster Artist
- 2017: The Blacklist: Redemption (Fernsehserie, 8 Episoden)
- 2019: El Camino: Ein „Breaking Bad“-Film (El Camino: A Breaking Bad Movie)
- 2023: Echo (Fernsehserie, 5 Episoden)

## Diskografie
| Titel                                                             | Albendetails                                                                                     |
| ----------------------------------------------------------------- | ------------------------------------------------------------------------------------------------ |
| Breaking Bad: Original Score from the Television Series           | - Veröffentlicht: 28. August 2012 - Label: Madison Gate Records - Format: CD, Vinyl, Download    |
| Breaking Bad: Original Score from the Television Series Volume 2  | - Veröffentlicht: 22. September 2013 - Label: Madison Gate Records - Format: CD, Vinyl, Download |
| Flesh and Bone: Music from the Starz Original Series              | - Veröffentlicht: 15. Januar 2016 - Label: Varèse Sarabande - Format: CD, Vinyl                  |
| Better Call Saul (Original Score from the Television Series 1 & 2 | - Veröffentlicht: 9. Juni 2017 - Label: Music on Vinyl - Format: Vinyl, CD                       |

## Auszeichnungen
- ASCAP Composer’s Choice Award for Best Television Composer of the Year (2013 für Breaking Bad)